# 贝尼塔格拉
贝尼塔格拉，是西班牙安达卢西亚自治区阿尔梅里亚省的一个市镇。 总面积7km2, 总人口82人（2001年），人口密度12人/km2。